# Wyślizgokształtne
Wyślizgokształtne (Ophidiiformes) – rząd ryb promieniopłetwych (Actinopterygii), obejmujący blisko 400 gatunków opisanych naukowo oraz wiele oczekujących na naukowy opis. Są to głównie ryby morskie występujące w Oceanie Spokojnym, Indyjskim i Atlantyckim. Nieliczne wpływają do estuariów i wód słodkich.
Rodziny zaliczane do tego rzędu są klasyfikowane w dwóch podrzędach:
Ophidioidei:
- Carapidae – karapowate
- Ophidiidae – wyślizgowate

Bythitoidei:
- Bythitidae
- Aphyonidae
- Parabrotulidae